# Erjon Bogdani
Erjon Bogdani (* 14. April 1977 in Tirana) ist ein ehemaliger albanischer Fußballspieler, der auf der Stürmerposition agierte. 2013 trat er als Fußballspielprofi offiziell zurück.

## Karriere

### Verein
Bogdani begann seine Profikarriere bei Partizan Tirana, mit denen er 1997 den albanischen Pokal gewann, ehe er 1998 zu NK Zagreb wechselte.
Von 2000 bis 2003 spielte er bei Reggina Calcio zwei Saisons in der Serie A und 2001/02 in der Serie B. In der Saison 2003/04 wurde er zu Salernitana (Serie B) ausgeliehen, wo er alle 38 Saisonspiele absolvierte und dabei acht Tore schoss. 2004/05 wurde er erneut ausgeliehen, diesmal zu Hellas Verona, wo er mit 17 Toren zweitbester Torschütze der Serie B nach Gionatha Spinesi von Arezzo wurde. Er wurde außerdem – wie zwei Jahre später nochmals – zu Albaniens Fußballer des Jahres gewählt.
Er spielte von 2005 bis 2006 in der Serie A bei Siena und hatte dort neben Mario Frick einen Stammplatz. In der Winterpause der Saison 2006/07 wechselte Bogdani für 4,5 Millionen Euro zu Chievo Verona. Im Sommer 2007 lieh ihn der AS Livorno für eine Saison aus. Dort kam er allerdings meist nur als Joker zum Einsatz und konnte in 28 Einsätzen nur zwei Treffer erzielen. Im Juli 2010 unterzeichnete er als vereinsloser Spieler bei der AC Cesena, nachdem sein Vertrag bei Chievo Verona nicht mehr verlängert worden war. Zur Winterpause kehrte Bogdani zurück zu AC Siena und unterschrieb einen 2-Jahres-Vertrag.

### Nationalmannschaft
Sein Debüt in der albanischen Nationalmannschaft gab Bogdani 1996. Seitdem bestritt er 73 Spiele, in denen er 18 Mal traf und deren Rekordtorschütze er seit 2011 ist. Sein letztes Länderspiel vollzog er am 26. März 2013 gegen Litauen.